# تونس در المپیک تابستانی ۲۰۲۴
کاروان المپیکی تونس، یکی از کاروان‌های شرکت‌کننده در بازی‌های المپیک تابستانی ۲۰۲۴ بود. این بازی‌ها از ۲۶ ژوئیه تا ۱۱ اوت ۲۰۲۴ (۵ تا ۲۱ مرداد ۱۴۰۳ خورشیدی) به میزبانی پاریس، پایتخت فرانسه برگزار شد. از نخستین حضور کاروان ورزشی تونس، از نخستین حضور در سال ۱۹۶۰، در تمامی دوره‌ها به جز ۱۹۸۰ مسکو شرکت کردند. آنها در آن دوره، در تحریم بازی‌های المپیک تابستانی ۱۹۸۰ به رهبری ایالات‌متحده شرکت کردند.
در ۳۰ آپریل ۲۰۲۴، سازمان جهانی مبارزه با دوپینگ، به دلیل عدم رعایت مقررات خود، تحریم‌هایی را علیه تونس اعمال کرد که براساس آن، کاروان تونس اجازه استفاده از پرچم خود در این دوره از بازی‌ها را نداشت. در نهایت و پس از برکناری رئیس کمیسیون ضد دوپینگ تونس، این تحریم در ۱۵ مه ۲۰۲۴، چندماه پیش از آغاز بازی‌ها لغو شد.
فارس فرجانی، شمشیرباز سبک سابر در بازی نهایی شکست خورد و در این ماده یک مدال نقره کسب کرد. در تکواندو وزن ۵۸ کیلوگرم مردان، محمد خلیل الجندوبی یک مال برنز کسب کرد و نخستین تونسی تاریخ شد که دو دوره پیاپی موفق به کسب مدال می‌شود. نخستین مدال طلای تونس در ۸۰ کیلوگرم مردان را فراس قطوسی پس از پیروزی در بازی نهایی در برابر نماینده ایران، مهران برخورداری کسب کرد. با این سه مدال، تونس در کنار آرژانتین و مصر در رتبه پنجاه و دوم رده‌بندی نهایی این دوره از بازی‌های المپیک  قرار گرفت.

## مدال‌آوران
| مدال | ورزشکار            | ورزش      | رویداد           | تاریخ    |
| ---- | ------------------ | --------- | ---------------- | -------- |
| طلا  | فراس قطوسی         | تکواندو   | ۸۰ کیلوگرم مردان | ۹ اوت    |
| نقره | فارس فرجانی        | شمشیربازی | سابر مردان       | ۲۷ ژوئیه |
| برنز | محمد خلیل الجندوبی | تکواندو   | ۵۸ کیلوگرم مردان | ۷ اوت    |

| مدال براساس ورزش | مدال براساس ورزش | مدال براساس ورزش | مدال براساس ورزش | مدال براساس ورزش |
| ---------------- | ---------------- | ---------------- | ---------------- | ---------------- |
| ورزش             | 1                | 2                | 3                | کل               |
| شمشیربازی        | ۰                | ۱                | ۰                | ۱                |
| تکواندو          | ۱                | ۰                | ۱                | ۲                |
| کل               | ۱                | ۱                | ۱                | ۳                |

| مدال براساس جنسیت | مدال براساس جنسیت | مدال براساس جنسیت | مدال براساس جنسیت | مدال براساس جنسیت |
| ----------------- | ----------------- | ----------------- | ----------------- | ----------------- |
| جنسیت             | 1                 | 2                 | 3                 | کل                |
| مردان             | ۱                 | ۱                 | ۱                 | ۳                 |
| زنان              | ۰                 | ۰                 | ۰                 | ۰                 |
| مختلط             | ۰                 | ۰                 | ۰                 | ۰                 |
| کل                | ۱                 | ۱                 | ۱                 | ۳                 |

| مدال براساس تاریخ | مدال براساس تاریخ | مدال براساس تاریخ | مدال براساس تاریخ | مدال براساس تاریخ | مدال براساس تاریخ |
| ----------------- | ----------------- | ----------------- | ----------------- | ----------------- | ----------------- |
| تاریخ             | 1                 | 2                 | 3                 | کل                |                   |
| ۲۷ ژوئیه          | ۰                 | ۱                 | ۰                 | ۱                 |                   |
| ۷ اوت             | ۰                 | ۰                 | ۱                 | ۱                 |                   |
| ۹ اوت             | ۱                 | ۰                 | ۰                 | ۱                 |                   |
| کل                | ۱                 | ۱                 | ۱                 | ۳                 |                   |

## شرکت‌کنندگان
جدول زیر به ورزش‌هایی اشاره دارد که ورزشکاران کاروان تونس در آن به رقابت با دیگران پرداختند.
| ورزش              | مردان | زنان | مجموع |
| ----------------- | ----- | ---- | ----- |
| تیراندازی با کمان | ۰     | ۱    | ۱     |
| دو و میدانی       | ۲     | ۱    | ۳     |
| بوکس              | ۰     | ۱    | ۱     |
| قایقرانی          | ۲     | ۰    | ۲     |
| شمشیربازی         | ۱     | ۱    | ۲     |
| جودو              | ۰     | ۲    | ۲     |
| روئینگ            | ۱     | ۲    | ۳     |
| تیراندازی         | ۰     | ۱    | ۱     |
| شنا               | ۱     | ۱    | ۲     |
| تکواندو           | ۲     | ۲    | ۴     |
| تنیس              | ۱     | ۰    | ۱     |
| وزنه برداری       | ۱     | ۰    | ۱     |
| کشتی              | ۲     | ۲    | ۴     |
| مجموع             | ۱۳    | ۱۴   | ۲۷    |